# Philippe Bonnet
Pour les articles homonymes, voir Bonnet.
Philippe Bonnet, né le 24 février 1927 à Paris, mort le 11 mars 2017 à Rueil-Malmaison, est un artiste peintre français rangé dans la seconde École de Paris.

## Biographie

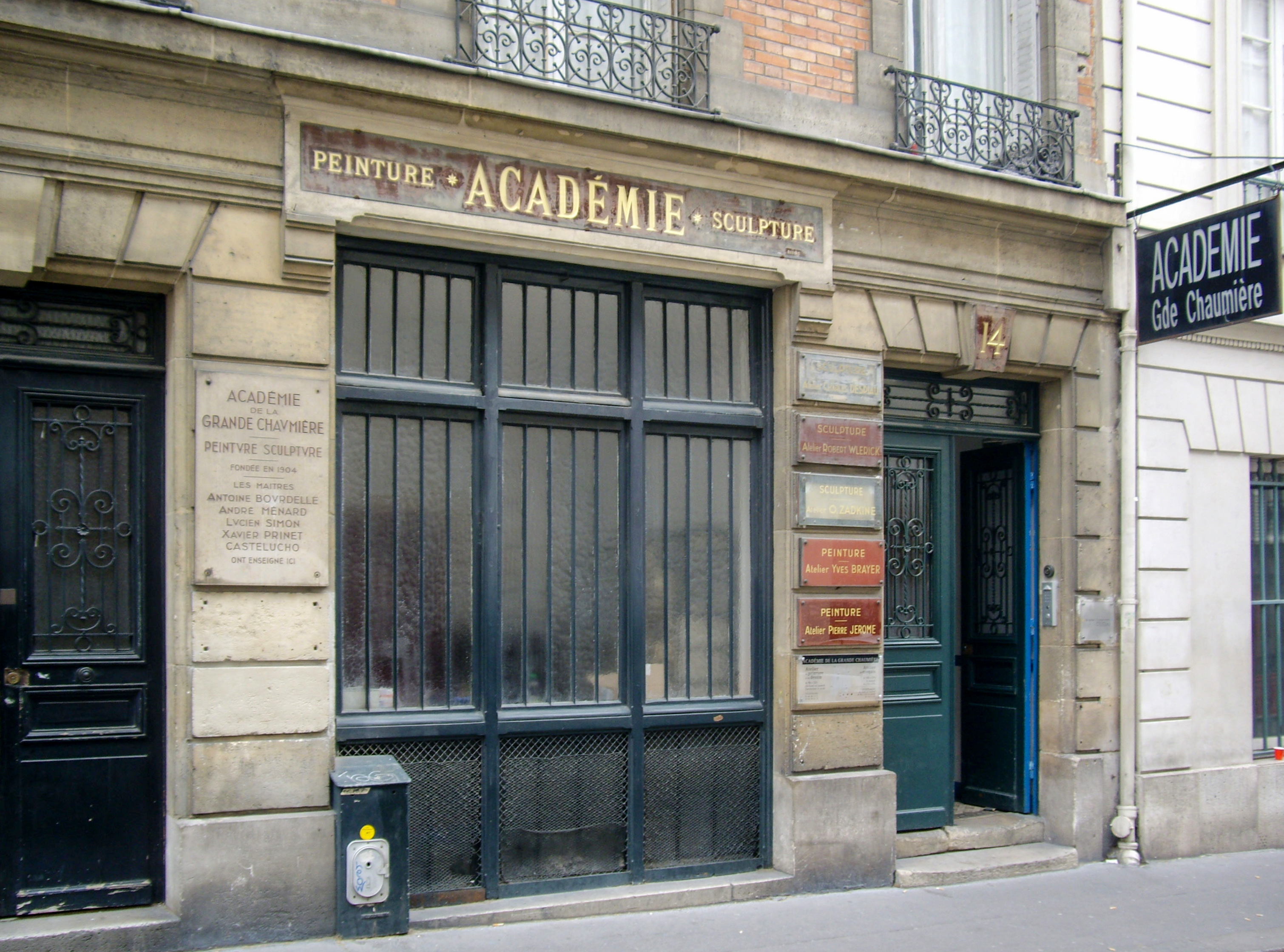
Académie de la Grande Chaumière, Paris

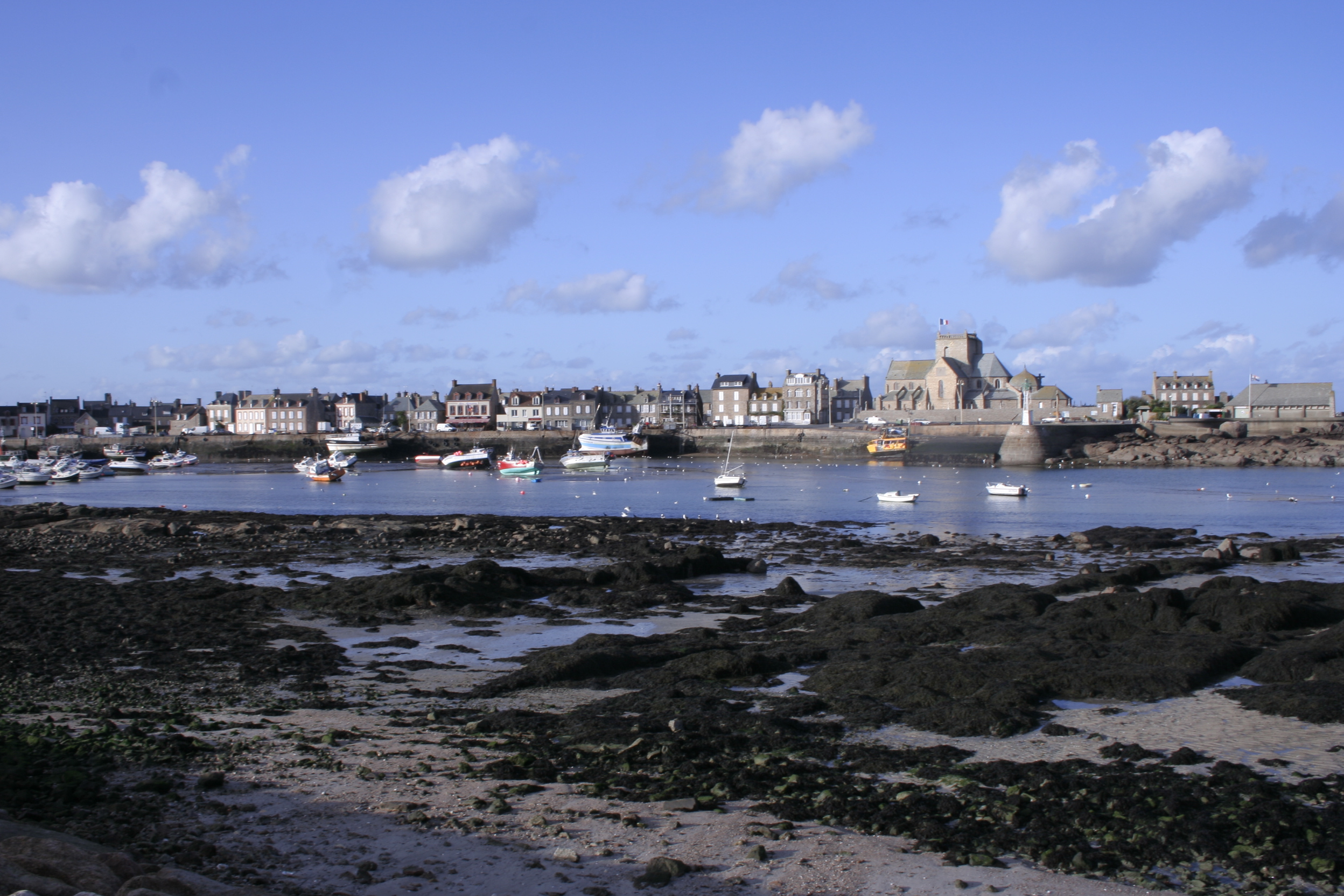
Barfleur

Philippe Bonnet naît à Paris, le plus probablement en février 1927 comme l'indiquent les archives du Musée d'Art moderne de la ville de Paris,, ou en 1929 selon la proposition contradictoire du Dictionnaire Bénézit.
Il étudie à l'Académie de la Grande Chaumière à Paris de 1944 à 1946 et reçoit également une instruction d'André Lhote. Il est lié à Nicolas de Staël, Wifredo Lam, Jean Hélion et Victor Brauner, de même qu'avec les sculpteurs Boyan Raïnov et Yerassimos Sklavos en raison de sa participation à la revue Cahiers d'art de Christian Zervos,.
Après sa contribution aux décors pour le festival d'Angers en 1953, il doit, en 1956, sa première exposition à Paris à sa rencontre avec le galeriste Heinz Berggruen, ami d'Alberto Giacometti et Tristan Tzara.
Gérard Xuriguera situe Philippe Bonnet, avec James Guitet, Zao Wou-Ki, Jean Messagier, Zoran Mušič, Raoul Ubac, Christine Boumeester, Joan Mitchell, Jean-Paul Riopelle, Pierre Montheillet, Árpád Szenes et Mario Prassinos, dans le mouvement apparu dans les années 1950 que Michel Ragon a baptisé « Paysagisme abstrait ».
Dans l'analyse segmentée des différents courants figuratifs que lui suggère en 1986 l'exposition itinérante Les figurations des années 60 à son jours, Francis Parent situe pour sa part Philippe Bonnet, avec Barthélémy Gérard, Ferit Iscan, Claude Cussinet, Jean-Marie Poumeyrol, Gottfried Salzmann et Thérès Boucraut, « dans une figuration qu'on pourrait appeler douce », le distinguant ainsi de la figuration plus expressionniste de John Christoforou, Orlando Pelayo ou Maurice Rocher, plus matiériste d'Abraham Hadad, Roger-Edgar Gillet et Jean Revol ou d'« d'une manière plus formelle » représentée par Franta, Ben-Ami Koller ou Claude Morini. On lira également plus tard que de la sorte Philippe Bonnet « s'adonne au duel entre matérialité et dématérialisation, entre construction en déconstruction ».
Commençant à parcourir le Nord-Cotentin dans les années 1980, il se fixe définitivement au 19 rue Saint-Thomas-Becket à Barfleur en 2002.

## Expositions

### Expositions personnelles
- Galerie Blanche, Stockholm, 1954[3].
- Galerie Obelisk, Londres, 1955[10].
- Galerie Heinz Berggruen, Paris, mai 1956[11].
- Galerie Arthur Tooth, Londres, 1957[10].
- Galerie Motte, Genève, 1956.
- Galerie des Cahiers d'art, Paris, 1960[10].
- Galerie Coard, Paris, 1963, 1969, 1971, 1980, 1982[3], 1983, 1985, 1987, 1989, 1991, 1993, 1995, 1996.
- Galerie Henriette Gomez, Paris, 1968.
- Streaming Art Gallery, Paris, 1974.
- Galerie Regards, Paris, 1976, 1978, 1981.
- Fondation Christian et Yvonne Zervos, Vézelay, août-septembre 2003[12].
- Philippe Bonnet - Des origines au transfert, Galerie Barbara et Alexis Nabokov, Paris, novembre 2007[13],[14].
- Salle communale du Val de Saire, Barfleur, juillet-août 2008[15].
- Salle des anciennes écoles, Barfleur, juillet 2010, juillet 2012[7],[16].

### Expositions collectives
- Les Prix Fénéon, Maison de la pensée française, Paris, 1955.
- École de Paris, Galerie Charpentier, Paris, 1955.
- Biennale de São Paulo, 1955.
- Biennale de Pittsburgh, 1955.
- IIe Biennale de Paris, Musée d'Art moderne de la ville de Paris, 1961[10].
- Hommage à Christian et Yvonne Zervos, Grand Palais, Paris, 1970.
- Salon des réalités nouvelles, Paris, 1973[10].
- Les figurations des années 60 à nos jours, exposition itinérante : Musée des Beaux-Arts de Dunkerque, château Grimaldi de Cagnes-sur-Mer, Musée d'Art moderne de Troyes, Musée des Beaux-Arts de Carcassonne, couvent des Cordeliers de Châteauroux, 1986-1987[9].

## Citations
(janvier 2024).

### Dits de Philippe Bonnet
- « Ce qui me préoccupe le plus, c'est la lumière, la transparence, l'instabilité… La couleur doit être quelque chose qui doit tout le temps se mouvoir, trembler. » - Philippe Bonnet[17]

### Réception critique
- « Il rend franchement hommage à la nature et lui sait gré, lors même qu'elle lui pose d'inextricables difficultés, de tous les bienfaits qu'il lui doit... Dans une certaine mesure, Bonnet poursuit les enquêtes plastiques d'un espace tactile. » - Jean Laude[18]
- « Il peint par grandes surfaces monochromes nuancées par les différences d'épaisseur de la matière et les diverses orientations des touches. Ses toiles représentent des ports ou des natures mortes. Les objets qu'il peint sont situés dans un espace ambigu : posés sur une table vue de dessus, par exemple, ils sont représentés comme si l'on était à leur niveau. Privés d'épaisseur, ils produisent la même impression de platitude que les ombres chinoises et sont réduits également à n'occuper qu'une surface restreinte : allongés, maigres, anguleux, ils deviennent souvent filiformes. On ne voit rien à travers les vitres représentées dans les peintures de Bonnet et, d'une façon générale, les vides y ont plus d'importance que les pleins. D'ailleurs, Bonnet admire Georges Braque qui a dit : "quand on peint deux pommes, ce ne sont pas les pommes qui comptent, mais l'espace qui les entoure". » - Yvon Taillandier[11]
- « Ses nus de 1996 semblent n'être que prétexte à déployer la sensualité inhérente à la matière même de la peinture. Philippe Bonnet procède par larges aplats aux tonalités, selon les périodes et les thèmes, sobres dans les bruns et les gris sourds ou claires autour des bleus du ciel et des gris argentés de la lumière. Attaché aux sources de ses émotions naturelles et réelles, il n'est cependant pas soucieux d'une littéralité de ses transcriptions, à l'aise dans les vastes possibilités offertes entre le moment du regard et celui de l'analyse. » - Dictionnaire Bénézit[10]
- « Philippe Bonnet ne se contente pas de représenter la nature à grands traits comme cela se fait souvent aujourd'hui. Il ne prive jamais son cœur de ses sens des merveilleuses impressions qui le tentent. L'aspect du monde extérieur l'inquiète cependant. Pris entre sa vision et les oppositions de la réalité et la fiction qu'il tient pour incontestables, il sent croître en lui l'incertitude. On le trouve tantôt empli d'angoisse et assailli par le doute, tantôt apaisé, comme en état de convalescence après que les difficultés auxquelles il était en proie, même celles qu'il n'a pas pu résoudre, aient cessé de le troubler. L'œuvre de Philippe Bonnet peut surprendre au premier abord. Quiconque cependant parvient à percevoir les ambiances qui sont à l'origine de ses visions remarque bientôt que l'artiste ne cède jamais au pittoresque, mais se laisse conduire par la conviction que l'objet lui-même lui a inspiré. Nul pathos dans l'œuvre de Bonnet, dont les tableaux sont exempts de provocation. Il faut dire encore, et c'est tout à son honneur, qu'il est peu enclin à flatter le public par des quelconques concessions. Doté d'une haute morale artistique, Bonnet ne recourt qu'à des moyens susceptibles de l'aider à interpréter l'objet qu'il a placé devant lui et à faire son devoir de peintre. » - Christian Zervos[12]
- « Sur carton, sur papier marouflé, sur panneau, sur bois, il travaille l'huile en profondeur par couches superposées traversées par des glacis, ou encore ce sont des jus coulant en toute liberté pour créer des espaces de respiration. Bonnet poursuit la thématique que nous lui connaissions : des nus, des figures ou des objets, dont le trait elliptique circonscrit la forme. Le dessin énonce plus qu'il n'affirme, il suggère et se refuse à décrire. L'image semble remonter d'un passé qui ramène avec lui la lumière, réveille à la vie ce qui s'était assoupi. Les ruptures soudaines du trait, l'effacement volontaire de l'écriture qui se dilue dans une matière sensuelle, participent de cette stratification de la surface. Les nus verticaux ont un hiératisme aussitôt démenti par une pâte généreuse et nourrie. Même impression d'un temps suspendu avec les compositions dans lesquelles on lit des vases, des flacons, posés sur une desserte. Ces objets usuels et ordinaires sont investis d'un sentiment de rareté, à la façon des objets de fouilles, identifiés sur les murs d'une villa pompéienne. » - Lydia Harambourg[14]

## Œuvres

### Décors de théâtre
- Pedro Calderón de la Barca (traduction d'Albert Camus), La dévotion à la Croix, mise en scène de Marcel Herrand, décor de Philippe Bonnet, avec Serge Reggiani et Maria Casarès, festival d'Angers, 1953[6].

### Collections publiques

#### France
- Musée d'Art moderne de la ville de Paris :
  - Paysage à la tache bleue, huile sur toile 130x162cm, 1963[2].
  - Nuit-mai, huile sur toile 150x150cm, 1968[19].
- Musée national d'Art moderne, Paris, une huile sur toile et une gouache.
- Fonds national d'art contemporain, Puteaux, Paysage d'eau, huile sur toile 130x89cm, 1963[20].
- Fondation Christian et Yvonne Zervos, Vézelay.

#### Costa Rica
- Ambassade de France à San José, Grasse, gouache 62x100cm, 1960 (dépôt du Centre national des arts plastiques)[21].

#### Royaume-Uni
- Royal Academy of Music, Londres, Nature morte au moulin à poivre et à la pipe, huile sur toile.

### Bibliographie

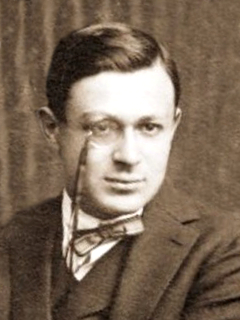
Tristan Tzara

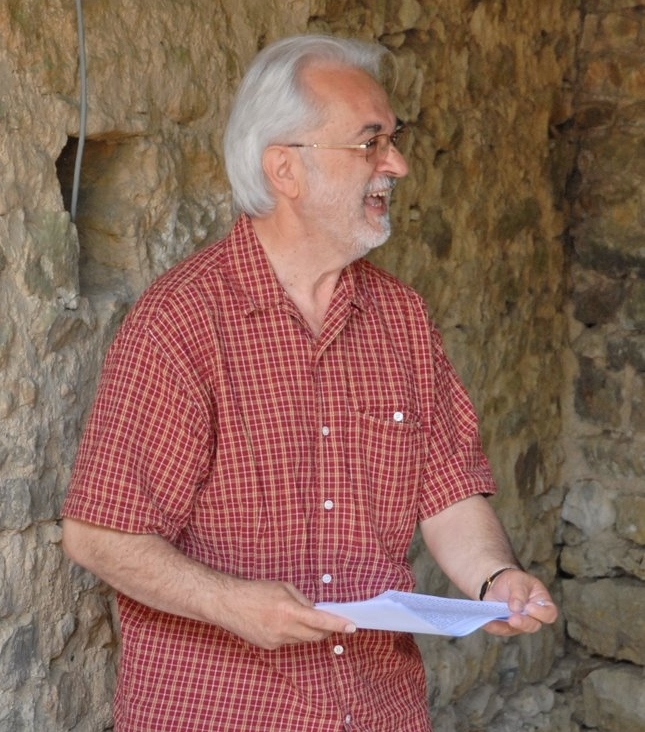
Christian Limousin

## Prix et distinctions
- Second Prix Lissone, Milan, 1953[10].
- Prix Fénéon, 1955[11].